# Nigrizia
Nigrizia è la rivista italiana mensile dei missionari comboniani dedicata al continente africano e agli africani nel mondo.
Annovera tra i suoi più noti collaboratori Alex Zanotelli,  Marco Aime, Eugenio Melandri, Gad Lerner, Vauro e altri giornalisti, scrittori ed intellettuali, africani e non.

## Storia

### Inizi

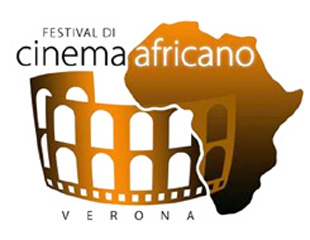
Il Festival del Cinema africano, fondato dalla rivista

La rivista La Nigrizia è stata fondata nel gennaio 1883. Essa sostituì gli Annali, una pubblicazione bimestrale fondata a sua volta nel 1872 dall'Associazione del Buon Pastore. Inizialmente lo scopo primo di queste pubblicazioni era di diffondere i testi di Daniele Comboni, primo vescovo di Khartoum. La rivista descrisse la situazione in Sudan e la rivoluzione mahdista.
Già dai primi anni comparvero studi etnografici e, nel 1887 fu pubblicato il primo articolo scritto da un africano, don Daniele Sorur.
Nel 1895 La Nigrizia fu pubblicato con cadenza mensile. Esso continuò ad accompagnare lo sviluppo delle missioni comboniane, ma allo stesso tempo diventò anche un elemento importante di conoscenza della realtà africana grazie ai suoi validi contributi sui diversi gruppi etnici. Tra gli altri ricordiamo quelli riguardo:
- acholi dell'Uganda, firmati da padre Angelo Negri;
- gruppi del Bahr el-Ghazal (Sudan), di padre Stefano Santandrea;
- Bahr el-Gebel (Sudan), di padre Carlo Muratori;
- azande (tra Sudan, Congo e Centrafrica), di padre Filiberto Giorgetti;
- denka di padre Arturo Nebel;
- sulla flora e fauna dell'Africa centrale di padre Luigi M. Zadra.

### Rotocalco
Nel gennaio 1958 il direttore Enrico Bartolucci e Raffaele Gagliardi modificarono la struttura editoriale di Nigrizia. L'immagine dell'Africa presentata dal nuovo rotocalco diventò più completa, descrivendo il continente nei suoi aspetti sociopolitici, economici, culturali e religiosi.
Nazareno Contran e Renato Kizito Sesana si avvicendarono alla direzione della rivista dal 1965 al 1978. 
Sotto la guida di Contran la rivista divenne un mezzo sempre più attento alle vicende politiche africane, in grado di fornire una buona visione dell'Africa post-coloniale. 
Il direttore Sesana seguì i movimenti di liberazione nelle colonie portoghesi, diede largo spazio ad una forte riflessione autocritica sullo stile di missione. In questo periodo venne aumentato l'impegno per un'informazione di qualità con l'introduzione dei dossier e con le collaborazioni con due settimanali africani, l'Afrique Nouvelle di Dakar e La Semaine africaine di Brazzaville.
Alex Zanotelli succedette alla direzione della rivista nel 1978. Grazie al suo carattere schietto e al suo forte rigore morale raccolse intorno alla rivista prestigiose firme. Nel periodo in cui fu direttore, la rivista divenne un mezzo importante per la discussione delle relazioni e dei modelli di cooperazione tra paesi industrializzati e il sud del mondo. Fra i temi più dibattuti ricordiamo:
- l'apartheid del Sudafrica,
- la produzione e il commercio delle armi,
- la critica al modello di sviluppo occidentale,
- la (mala)cooperazione,
- la nonviolenza.

Padre Alex Zanotelli ha inoltre sempre sostenuto che i riti della religione cattolica vanno adattati alla cultura africana in modo da essere rispettosi della sua identità. La richiesta di un Concilio africano, iniziata con Sesana, è una chiara indicazione in questo senso.
Elio Boscaini succedette ad Alex Zanotelli, seguito poi da Giuseppe Caramazza, e quindi da Efrem Tresoldi. Negli anni novanta del secolo scorso la rivista accentuò l'interesse per le problematiche economiche legate alla globalizzazione, ai flussi migratori verso l'Europa, offrendo un punto di vista dal Sud del mondo. Sul versante religioso lo sforzo della rivista si concentrò in quel periodo sul dialogo interreligioso.

## Direttori
- Enrico Bartolucci
- Nazareno Contran
- Renato Kizito Sesana
- Alex Zanotelli
- Elio Boscaini
- Giuseppe Caramazza
- Efrem Tresoldi
- Pier Maria Mazzola
- Gino Barsella
- Carmine Curci
- Franco Moretti
- Efrem Tresoldi
- Filippo Ivardi Ganapini
- Giuseppe Cavallini